# L'Affaire Francis Blake
L'Affaire Francis Blake est la neuvième aventure et le treizième album de la série de bande dessinée Blake et Mortimer, scénarisée par Jean Van Hamme et dessinée par Ted Benoit, d'après les personnages créés par Edgar P. Jacobs. Il s'agit de la première aventure de la série réalisée entièrement par d'autres auteurs que son créateur, décédé en 1987.
En 1992, la maison d'édition Dargaud, qui vient d'acquérir les Éditions Blake et Mortimer et le Studio Jacobs, décide de faire une reprise de la série. Elle confie cette difficile tâche à Jean Van Hamme et Ted Benoit qui vont travailler pendant plus de trois ans. L'aventure fait l'objet d'une prépublication en feuilleton dans l'hebdomadaire Télérama du 22 juin au 19 octobre 1996, puis est publiée en album le 21 septembre 1996 aux Éditions Blake et Mortimer. L'histoire a été traduite dans une demi-douzaine de langues et a été adaptée en dessin animé.
Au Royaume-Uni, les services de renseignement et de police essaient de démanteler en vain un réseau d'espionnage implanté dans le pays. Une photographie dévoile l'identité d'une taupe au sein de l'Intelligence Service : à la stupeur générale, il s'agit du capitaine Francis Blake, directeur du MI5 et héros national. Ce dernier s'échappe et une gigantesque chasse à l'homme est engagée. Mais pour le professeur Philip Mortimer, il est impossible que son ami soit un traître et, au contraire, il doit tout faire pour l'aider.
Les deux auteurs se démarquent d'Edgar P. Jacobs en créant une pure histoire d'espionnage qui n'utilise pas d'éléments de science-fiction et de fantastique contrairement à quasiment tous les albums précédents. Ils font revenir plusieurs personnages secondaires apparus dans La Marque jaune (l'histoire de L'Affaire Francis Blake s'insère chronologiquement un an et six mois plus tard) et donnent, pour la première fois de la série, un rôle d'action à une femme. L'album est un succès d'édition avec 600 000 exemplaires vendus.

## Résumé
En juin 1954, le Royaume-Uni est secoué par la révélation de l'existence d'un réseau d'espionnage dans le pays. Lors d'une réunion à Scotland Yard entre les services de renseignement (MI5 et MI6), Scotland Yard et le Home Office, le capitaine Francis Blake, directeur du MI5, explique que chaque fois que ses services tiennent une piste, les espions réussissent à disparaitre sans laisser de trace. Seul un porteur de message du nom de Jennings a été arrêté. Blake émet alors l'hypothèse qu'une taupe se trouve au sein de l'Intelligence Service. Le soir même, au Centaur Club, Blake explique au professeur Philip Mortimer la difficulté de démanteler un tel réseau où les agents ne se connaissent même pas entre eux. De son côté, Mortimer est invité à un séminaire scientifique à Ardmuir Castle dans les Upper-Highlands.
Le lendemain, lors de l'interrogatoire de Jennings, une photographie de son contact est révélée : à la surprise générale, il s'agit du capitaine Blake. Ce dernier s'échappe avec Jennings après une course poursuite en moto avec son ex-adjoint, David Honeychurch. Quelques heures plus tard, Mortimer est escorté jusqu'à son appartement en train d'être fouillé par la police. Mis au courant des évènements récents, il refuse de croire à la trahison de son ami, même devant l'accumulation de preuves. Il pense plutôt qu'il est en danger et qu'il doit le trouver pour l'aider. Il se rappelle alors que la veille, Blake lui avait parlé de manière anodine de son échappatoire chez sa cousine Virginia dans le Yorkshire. Après avoir échappé à la surveillance de la police, Mortimer rejoint, grâce à l'aide d'un vagabond, le Nord de l'Angleterre dans un train de marchandises afin d'éviter les contrôles de police. Après s'être arrêté dans un bistro à York où il manque d'être reconnu, il arrive finalement en vélo à Seanberry où Virginia semble déjà le connaitre et l'attendre.
De leur côté, Blake et Jennings sont exfiltrés de la capitale britannique via un fourgon postal. Arrivés dans une résidence de la campagne anglaise, Blake se retrouve face à son vieil ennemi le colonel Olrik et son homme de main, Jack, qui descend Jennings. Olrik n'est pas convaincu par la trahison de Blake et, pour le tester, il lui ordonne de tuer Fielding, un agent du MI5 en captivité. Blake ne s'exécute pas et parvient à assommer Olrik et Jack au terme d'une lutte durant laquelle Fielding est gravement blessé. Pour pouvoir s'échapper, Blake déclenche un incendie, ce qui pousse Olrik et ses hommes à quitter précipitamment la résidence avant l'arrivée des pompiers.
À Seanberry, Virginia apprend à Mortimer qu'elle est un agent dormant (une « cousine ») au service de Blake et que la trahison de ce dernier n'est qu'une opération secrète pour infiltrer le réseau d'espionnage. Mais au petit matin, les choses se compliquent lorsque le Home Secretary, seule personne d'importance au courant de l'opération, est victime d'un « accident » de voiture. De plus, l'inspecteur-chef Glenn Kendall retrouve Mortimer et l'arrête. Sur le point d'être embarqué, le professeur saute dans la Triumph TR2 décapotable de Virginia qui parvient à semer ses poursuivants. Elle emmène Mortimer dans une ferme où il échange ses vêtements avec un homme lui ressemblant afin de tromper la police. À Londres, Honeychurch — qui s'avère faire également partie de l'opération — est pris en flagrant délit par le sous-secrétaire d'État au Home Office, Harold Doyle-Smith, en personne.
Mortimer est conduit jusqu'en Écosse où il retrouve Blake à un cromlech. Il découvre alors qu'ils sont juste à côté d'Ardmuir Castle où est organisé un séminaire scientifique auquel il devait participer. Blake lui dévoile que le plan d'Olrik est de kidnapper les plus brillants physiciens du Royaume-Uni et de les faire travailler pour le compte d'une puissance étrangère. Le malfrat apparait alors avec ses hommes et les deux amis doivent se séparer pour leur échapper. Mortimer, encerclé, se jette à l'eau du haut d'une falaise, tandis que Blake monte dans une voiture dont l'occupant s'avère être le sous-secrétaire d'État Harold Doyle-Smith. Blake lui révèle alors son opération secrète et, arrivés au château, Doyle-Smith lui accorde le bénéfice du doute. Mais lorsque Blake voit la main à six doigts de l'industriel Adrian Deloraine, il se rappelle la mise en garde de son agent Fielding et comprend que le sous-secrétaire d'État est la taupe. Il met alors en joue les deux comploteurs mais il est surpris par Olrik et se retrouve enfermé dans un cachot avec son adjoint Honeychurch.
Pendant ce temps, Mortimer, que tout le monde croit mort, est bloqué sur une corniche de la falaise. Il suit un passage souterrain l'emmenant dans une base sous-marine secrète située sous le château où sont emmenés inertes ses confrères scientifiques dans un sous-marin. Discrètement, il libère Blake et Honeychurch. Tandis que ce dernier part avertir les forces spéciales SAS, Blake et Mortimer sabotent le générateur électrique de la base puis, au terme d'une lutte entre Olrik et Mortimer, font sauter l'hélice et le gouvernail du sous-marin. Une fusillade fait rage entre les deux camps jusqu'à ce que les SAS investissent le château et la base. Tout le monde est arrêté, excepté Olrik qui parvient à s'échapper en hydravion. Blake et Mortimer se voient décerner des mains du Home Secretary la Croix de Victoria pour service rendu à leur patrie.

## Lieux et personnages

### Personnages
L'Affaire Francis Blake met en scène les trois personnages principaux de la série : les deux héros, le capitaine Francis Blake et le professeur Philip Mortimer, et le principal antagoniste, le colonel Olrik. L'aventure fait également intervenir trois personnages récurrents de la série : l'inspecteur-chef Glenn Kendall de Scotland Yard, l'homme de main d'Olrik, Jack, et l'adjoint de Blake au MI5, David Honeychurch. Dans une moindre mesure, les personnages de Mrs Benson, la logeuse de Blake et Mortimer, et de James, le majordome du Centaur Club, font une apparition. 
Les protagonistes de l'album sont les suivants :
- Colonel Dorian Cartwright : directeur de l'Intelligence Service (IS)
- Harold Doyle-Smith : sous-secrétaire d'État au Home Office chargé de la coordination des services de police
- Sir Charles Garrison : Police Commissioner, surintendant de Scotland Yard
- Capitaine Francis Blake : directeur du MI5, le service de renseignements intérieurs
- David Honeychurch : adjoint du capitaine Blake au MI5
- Commander William Steele : directeur du MI6, le service de renseignements extérieurs
- Professeur Philip Mortimer : physicien, directeur du département de physique nucléaire du C.S.I.R.
- James : majordome du Centaur Club
- Larry Jennings : espion, porteur de message
- Stanley : technicien du laboratoire de l'IS
- Glenn Kendall : inspecteur-chef à Scotland Yard
- Sir Geoffrey Bannister : Home Secretary
- Livreur chez le traiteur Rowley's
- Mrs Benson : logeuse de Blake et Mortimer
- Jimmy : faux postier
- Arnold Willoughby : vagabond
- Jack : malfrat
- Colonel Olrik : malfrat
- Fielding : agent du MI5
- Virginia Campbell : agent dormant (« cousine ») du capitaine Blake
- Douglas : paysan du Yorkshire
- Taylor : paysan du Yorkshire, oncle de Douglas
- Ian Cameron : sergent à la retraite du 3e Scottish Riffle
- Adrian Deloraine : industriel et mécène

### Lieux
Tout l'album se déroule au Royaume-Uni. La première partie se déroule à Londres puis les protagonistes voyagent à travers l'Angleterre et rejoignent l'Écosse.
- Londres (Angleterre)
  - Siège de l'Intelligence Service dans les locaux de Scotland Yard
  - Centaur Club
  - Whitehall, Victoria Embankment
  - Center for Scientific and Industrial Research (C.S.I.R.)
  - Domicile de Blake et Mortimer au 99bis Park Lane
  - Hyde Park
  - Gare de King's Cross, Flying Scotsman
  - Angle de Shad Thames (en) et de St Saviour's Dock (en) dans l'East End
  - Sortie de Londres sur la route de Watford
  - Appartement de Honeychurch à South Audley Street
- Angleterre
  - Gare de Peterborough
  - Résidence Templeton
  - York : gare, pub « Black Swan Inn », commissariat
  - Seanberry
  - Ferme du Yorkshire
  - Bureau de la police maritime d'Hull
- Écosse
  - Mur d'Hadrien (frontière entre l'Angleterre et l'Écosse)
  - Upper-Highlands (Nord de l'Écosse)
  - Ardmuir Castle

| Scotland Yard Whitehall Park Lane Hyde Park King's Cross Shad Thames South Audley Street |

Sélection de lieux présents dans l'album
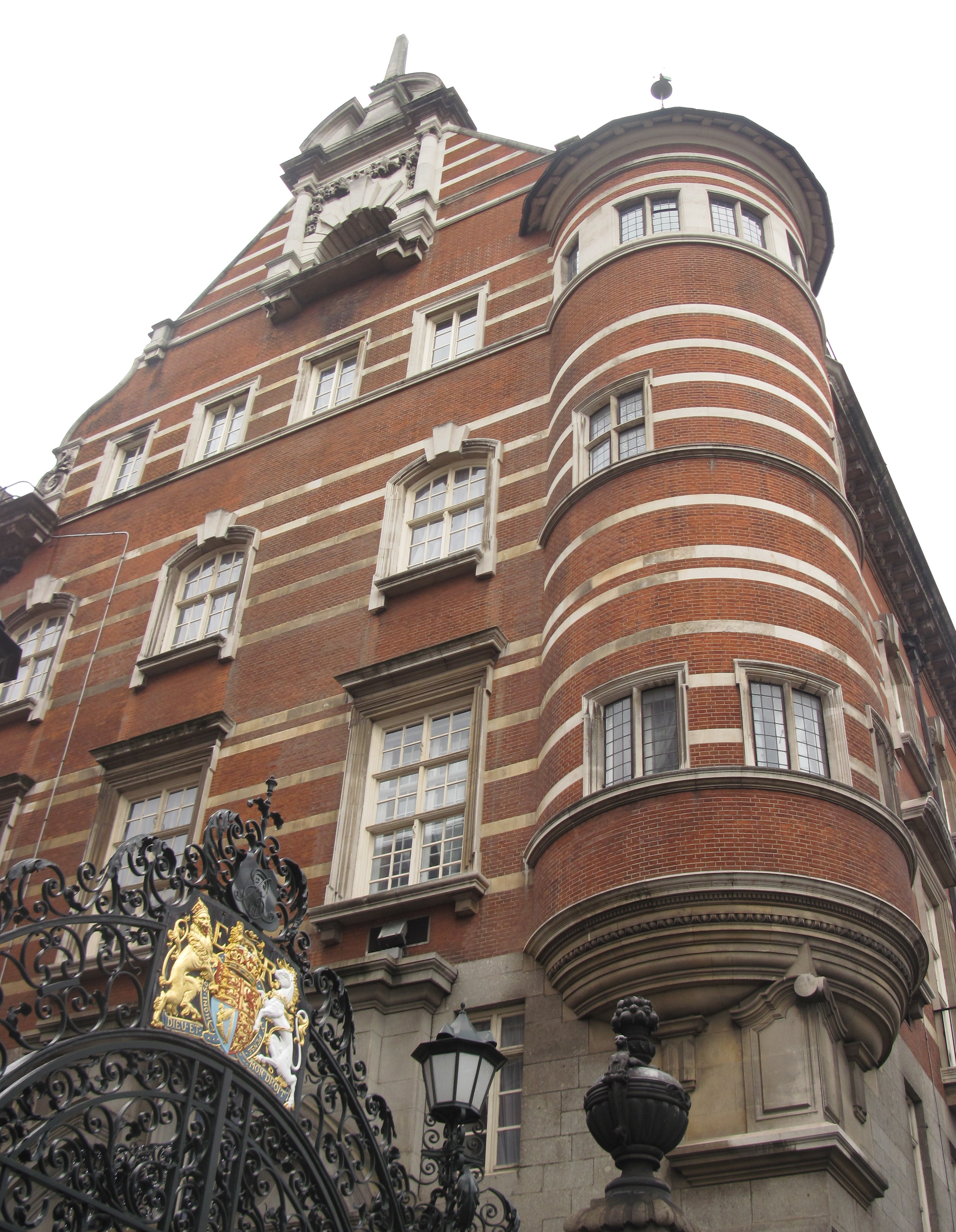
Ancien siège de Scotland Yard.
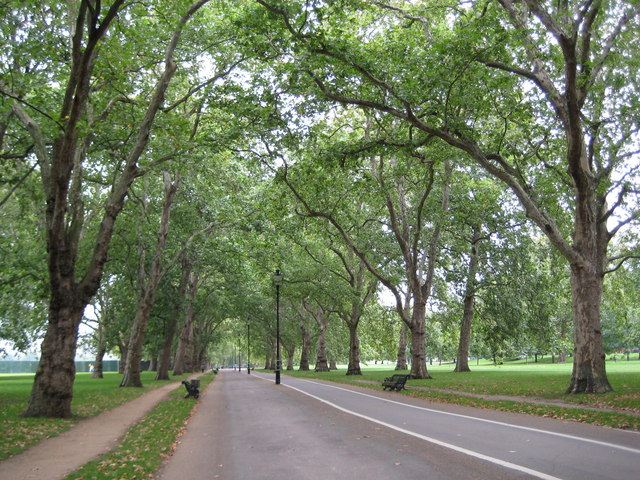
Allée de Hyde Park.
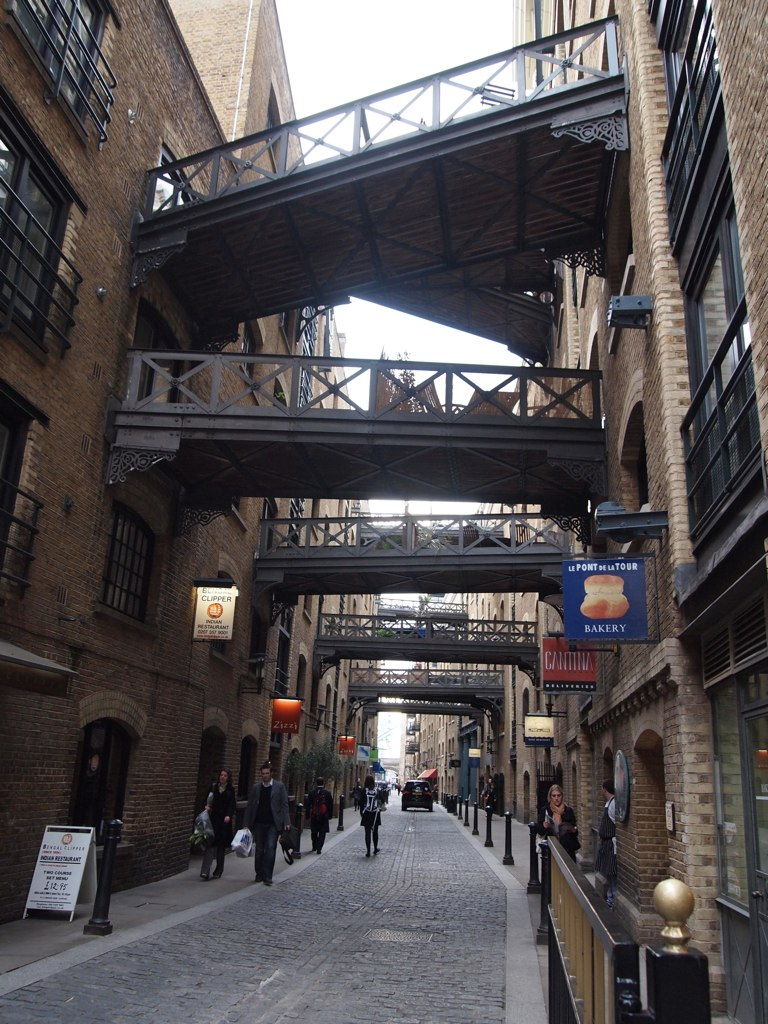
Ruelle de l'East End.
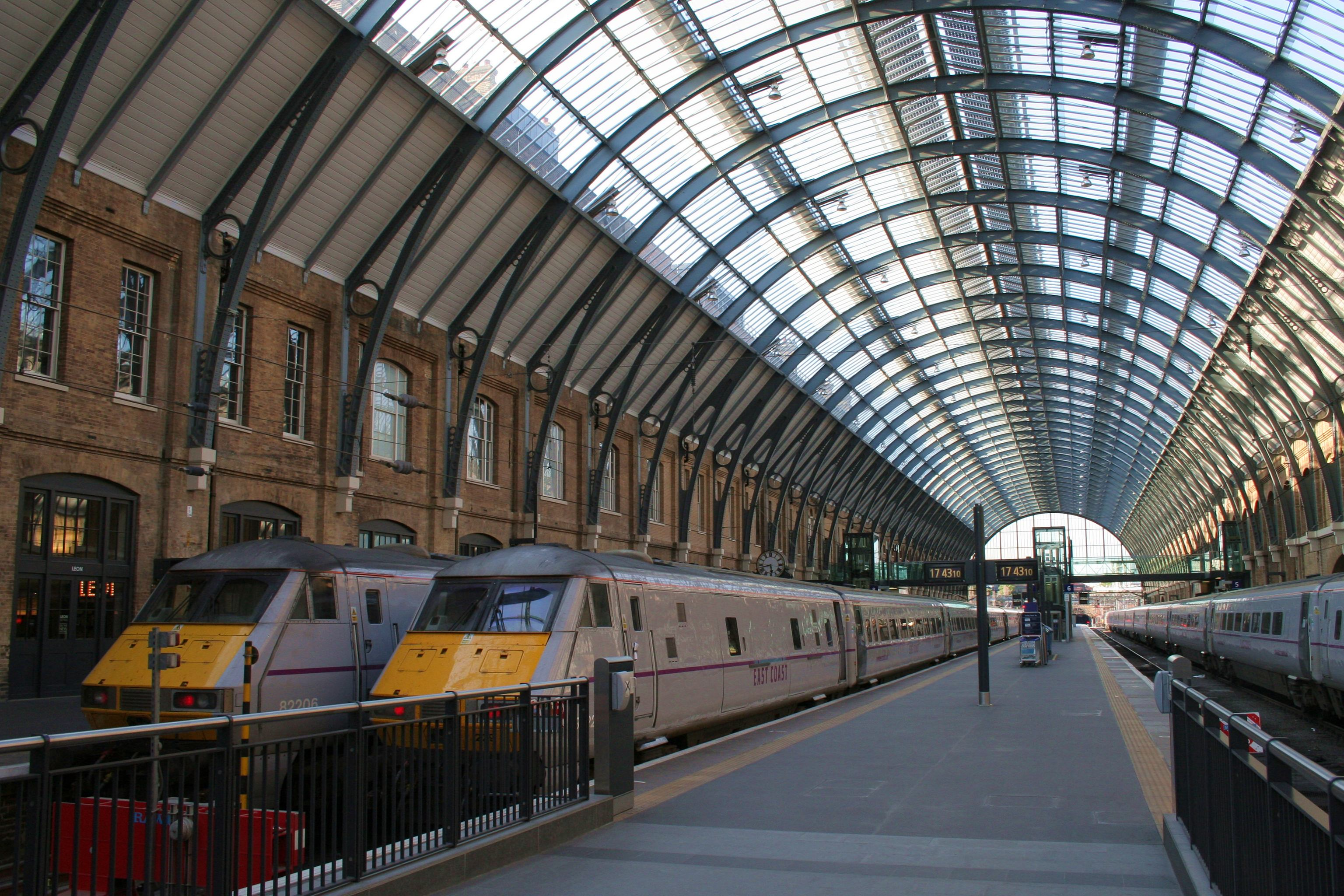
Intérieur de la gare de King's Cross.
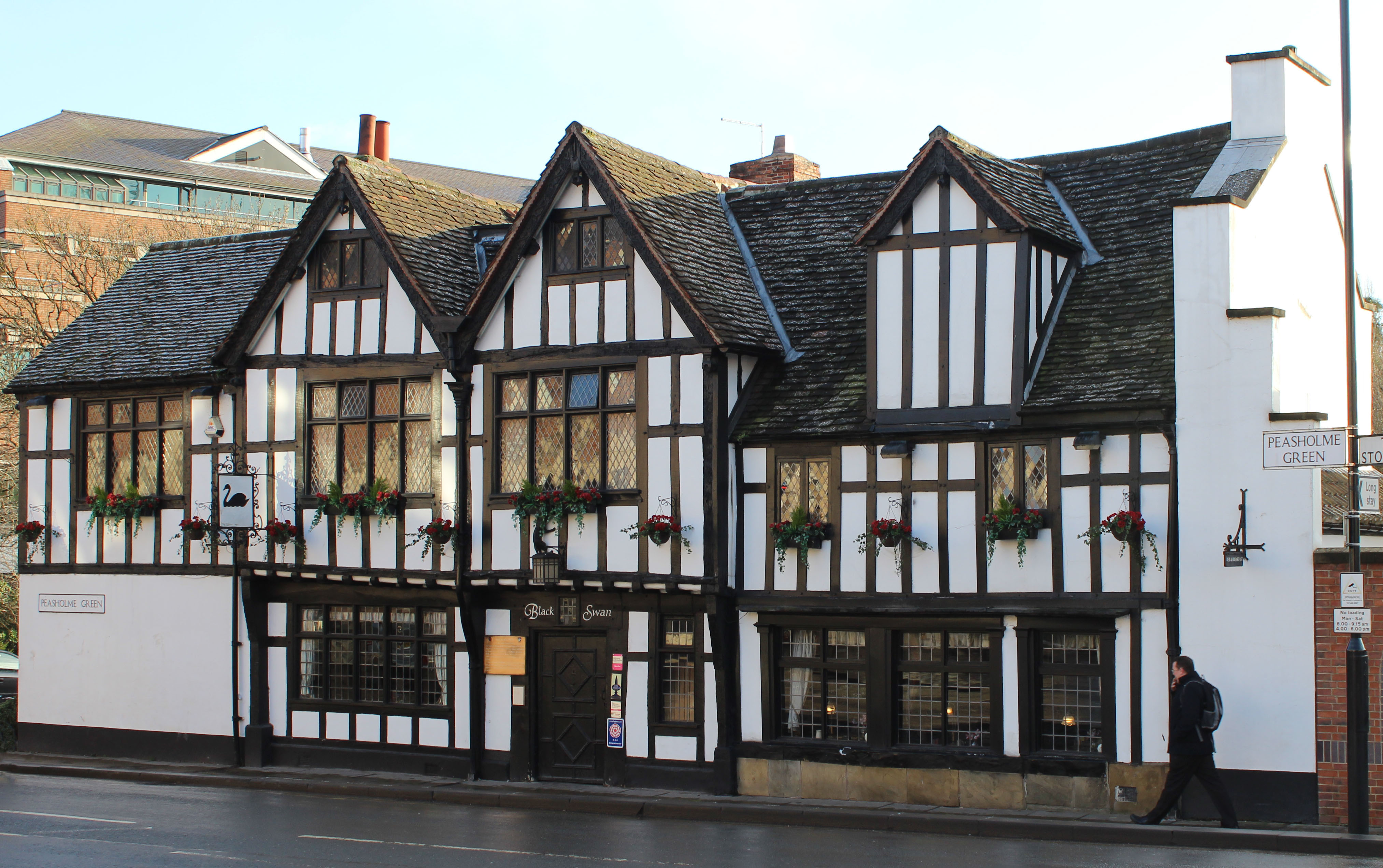
Le pub « Black Swan Inn » à York.
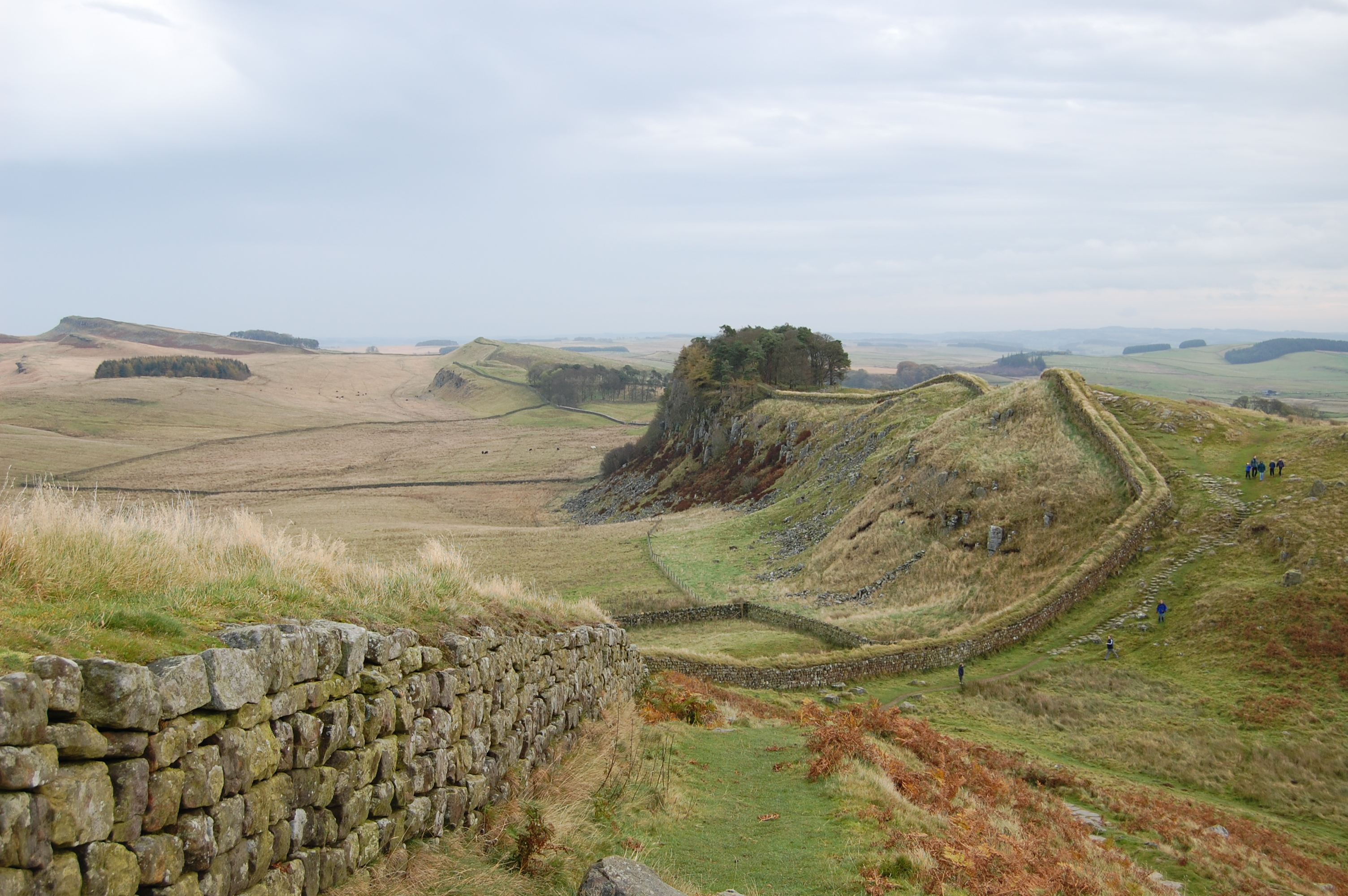
Le Mur d'Hadrien entre l'Angleterre et l'Écosse.

## Historique

### Création du nouvel album
Après la mort d'Edgar P. Jacobs en 1987, la série Blake et Mortimer est gérée par trois sociétés créées par Jacobs lui-même : les Éditions Blake et Mortimer qui détiennent les droits d'éditions des albums existants, le Studio Jacobs qui détient les droits patrimoniaux et la Fondation Jacobs qui détient les droits moraux,. En 1992, la maison d'édition Dargaud rachète les Éditions Blake et Mortimer et le Studio Jacobs, alors en difficulté, avec l'intention de continuer la série.
Pour le nouveau propriétaire, il est cependant difficile de trouver un auteur complet pouvant reprendre le flambeau. En novembre 1992, Didier Christmann, directeur littéraire de Dargaud, approche le dessinateur français Ted Benoit car il est de l'école de la ligne claire et qu'il a déjà dessiné Blake et Mortimer dans une publicité avec l'accord de Jacobs lui-même. Après de nombreuses discussions, le dessinateur français accepte. Le choix du scénariste se porte sur le belge Jean Van Hamme, un scénariste expérimenté capable de reprendre le style de narration de Jacobs et dont Le Secret de l'Espadon serait à l'origine de sa vocation.
Les deux hommes doivent apprendre à travailler ensemble car ils ont des méthodes de travail très différentes : Jean Van Hamme livre ses scénarios clef en main à des dessinateurs sortant un album par an alors que Ted Benoit est un auteur complet voulant suivre l'écriture et pouvant prendre plusieurs années entre deux albums. L'éditeur ne leur impose pas de cahier des charges, les laissant décider des grandes lignes de la nouvelle aventure (date, lieu, genre...).
Fin janvier 1993 à Angoulême, une réunion entre les responsables de Dargaud et les deux auteurs pose les points de départ du nouvel album : une histoire d'espionnage avec des ressorts plus psychologiques que spectaculaires se déroulant en Angleterre dans les années 1950 et réunissant Blake, Mortimer et Olrik. Il faudra alors plus de trois ans de travail au duo pour livrer L'Affaire Francis Blake en 1996. Ted Benoit utilise la même technique de travail que Jacobs : il part sur place à Londres prendre des milliers de photographies pour reproduire les décors réels, et il trace le plan des intérieurs pour ne pas se tromper dans la position des objets lors des changements d'angles de vue.

### Bataille sur l'utilisation du nom de Jacobs
À la sortie de l'album, la Fondation Jacobs assigne en justice les Éditions Blake et Mortimer parce que l'album, selon eux, prête à confusion sur sa paternité : le nom d'Edgar P. Jacobs est mis en évidence sur la première de couverture où il apparait en plus gros caractères que les véritables auteurs. De plus, il figure seul sur le dos et la quatrième de couverture où il est accompagné d'une photo de Jacobs. Le 17 octobre 1996, le tribunal des référés de Bruxelles donne raison à la fondation et l'album se retrouve interdit de vente dans toute la Belgique,.
Dans les éditions et les albums suivants, l'éditeur est contraint d'indiquer que l'aventure n'est pas « de Edgar P. Jacobs » mais « d'après les personnages de E.P. Jacobs ». De plus, il doit séparer les titres des albums de Jacobs des reprises sur la quatrième de couverture[réf. nécessaire].

## Analyse

### Scénario
L'Affaire Francis Blake est une pure histoire d'espionnage, qui n'utilise pas d'éléments de science-fiction et de fantastique, contrairement à quasiment tous les albums d'Edgar P. Jacobs. L'aventure se rapproche ainsi de celle de L'Affaire du Collier qui est une enquête policière. L'histoire se passe entièrement au Royaume-Uni, comme dans La Marque jaune, et se déroule en juin 1954 comme l'indique le calendrier situé dans le bureau de l'inspecteur-chef Kendall.
C'est la première fois qu'une femme, en la personne de Virginia Campbell, tient un rôle d'action dans une aventure de la série.

### Inspirations
Jean Van Hamme et Ted Benoit disent clairement s'être inspirés de l'histoire du film Les 39 marches d'Alfred Hitchcock (1935), adapté du roman éponyme de John Buchan (1915). Ils reprennent la situation de faux coupable, l'existence d'une organisation criminelle internationale et aussi la localisation de l'histoire de Londres à l'Écosse,. L'intrigue peut également se rapprocher de celle du film Le Piège de John Huston (1973), adapté du roman The Freedom Trap de Desmond Bagley (1971). La scène où Olrik survole les héros en hydravion est une allusion à la célèbre scène de l'avion dans La Mort aux trousses d'Alfred Hitchcock (1959).
Ardmuir Castle est un château fictif qui pourrait s'inspirer du château de Craigievar situé dans l'Aberdeenshire en Écosse et qui appartenait étonnamment à la famille Mortimer. Il pourrait également s'agir du château de Glamis dans l'Angus[réf. nécessaire]. Le cromlech reprend celui du site mégalithique de Calanais en Écosse, datant de 3000 ans av. J.-C.. Le pub Black Swan Inn de York existe vraiment. Le village fictif de Seanberry dans le Yorkshire est en fait une copie de celui de Castle Combe situé dans le Wiltshire[réf. nécessaire].
La position du château sur le rivage et l'existence d'un souterrain depuis une falaise jusqu'aux caves du château est une référence à l'album L'Île Noire d'Hergé.

Lieux ayant servi d'inspiration
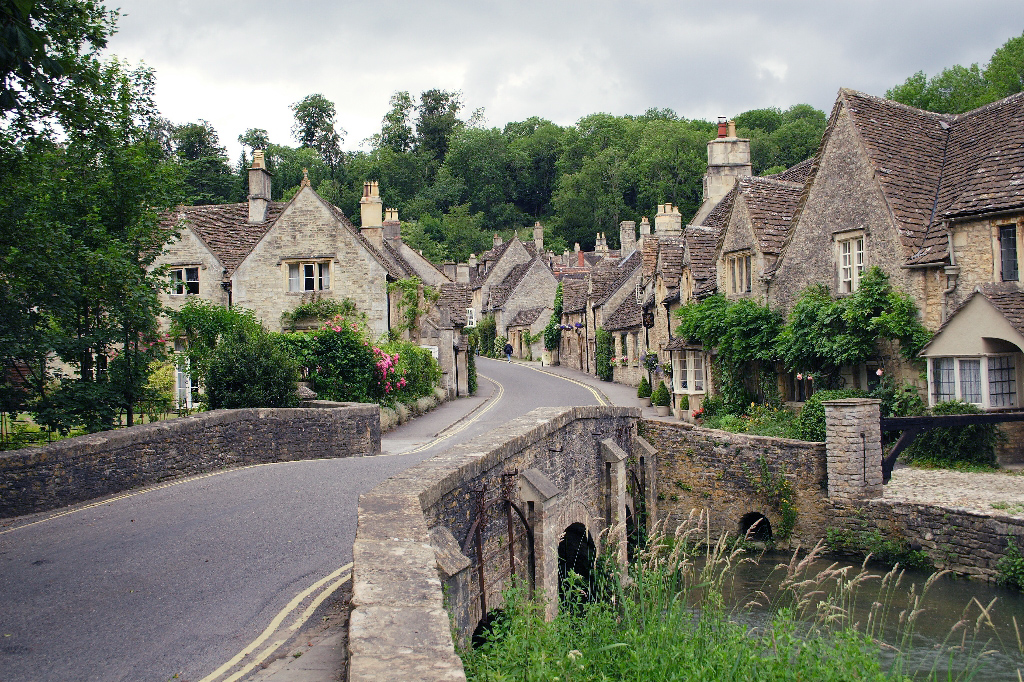
Village de Castle Combe.
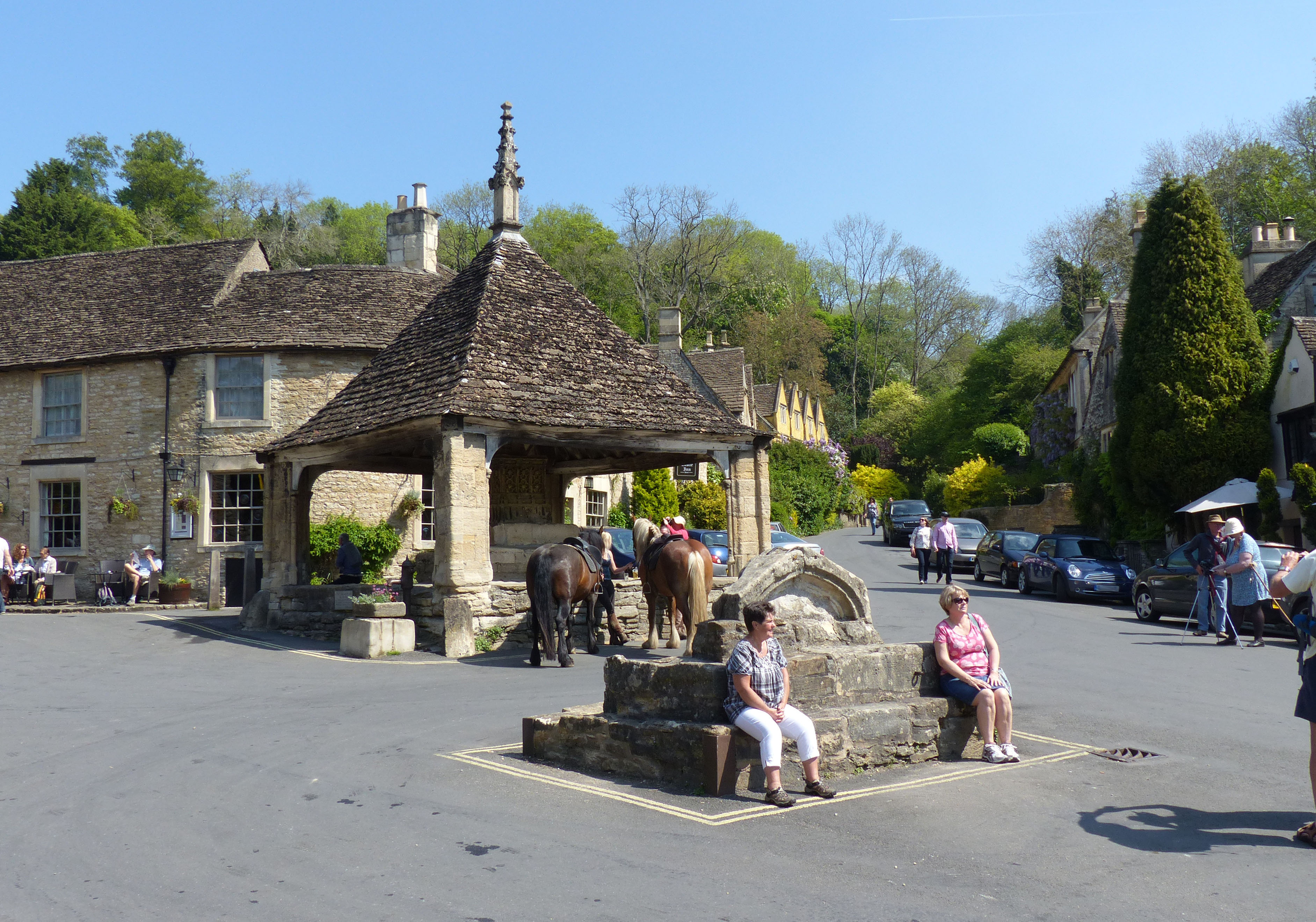
Place du marché de Castle Combe.
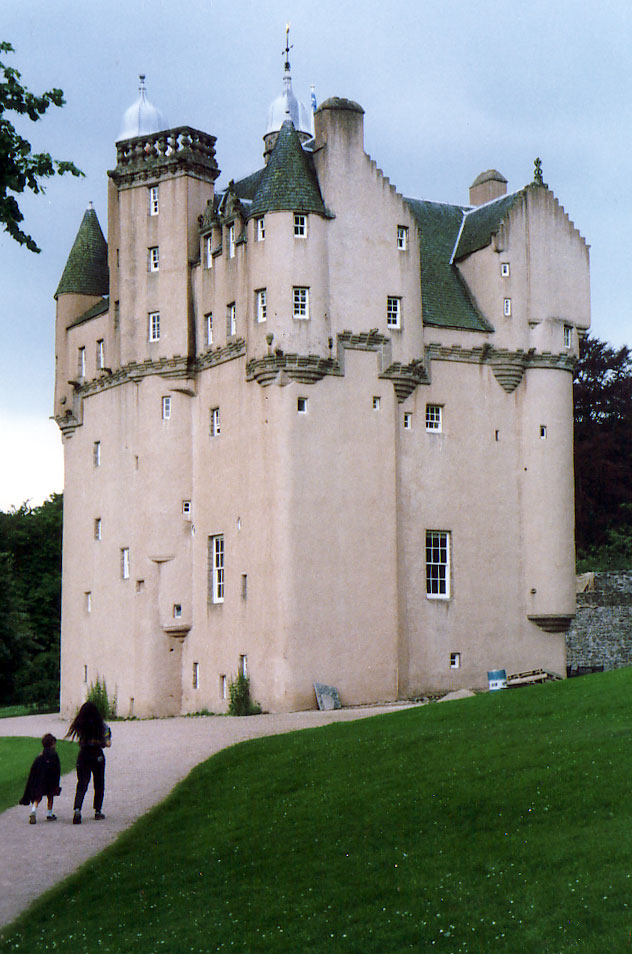
Château de Craigievar.
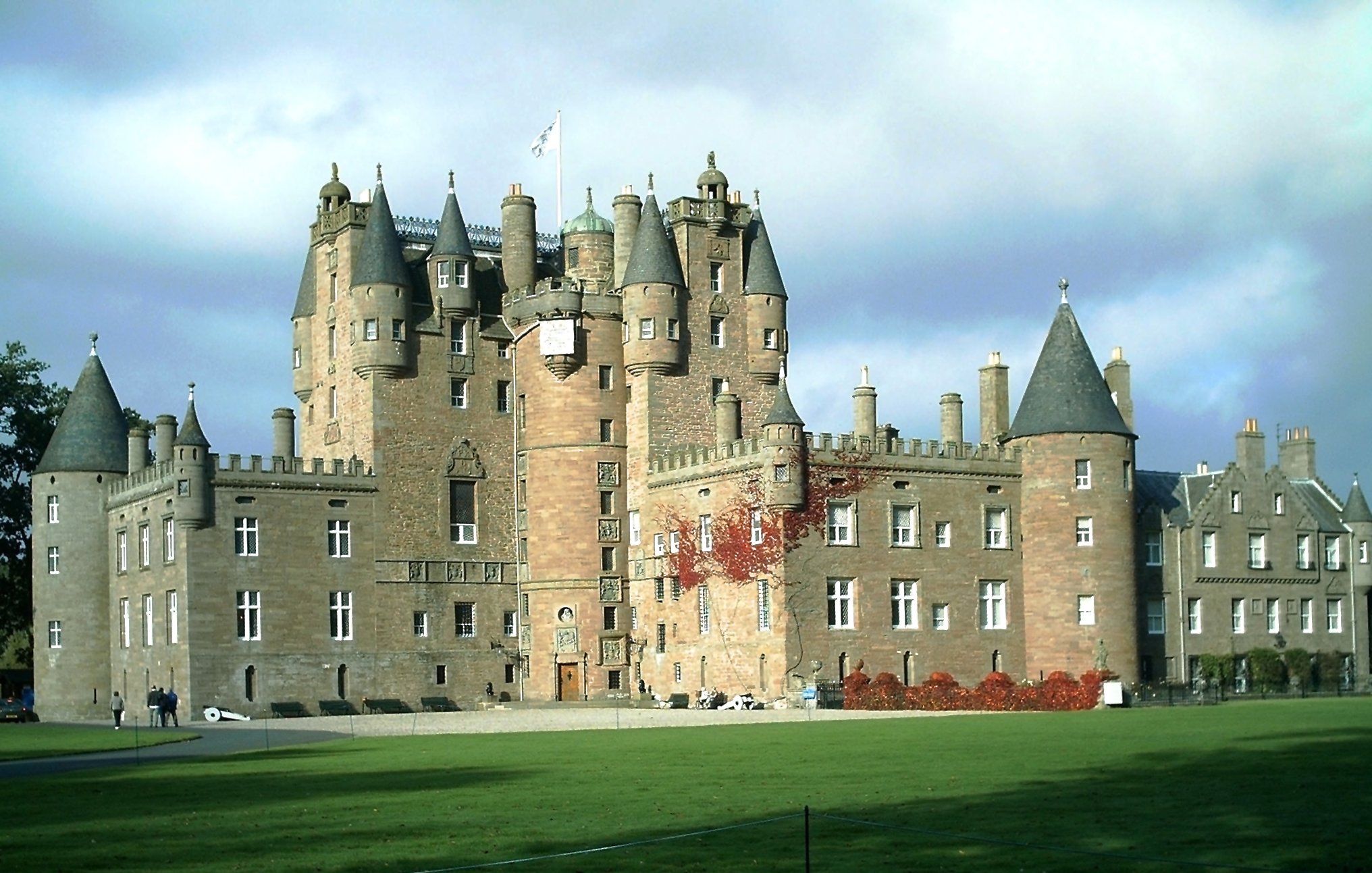
Château de Glamis.
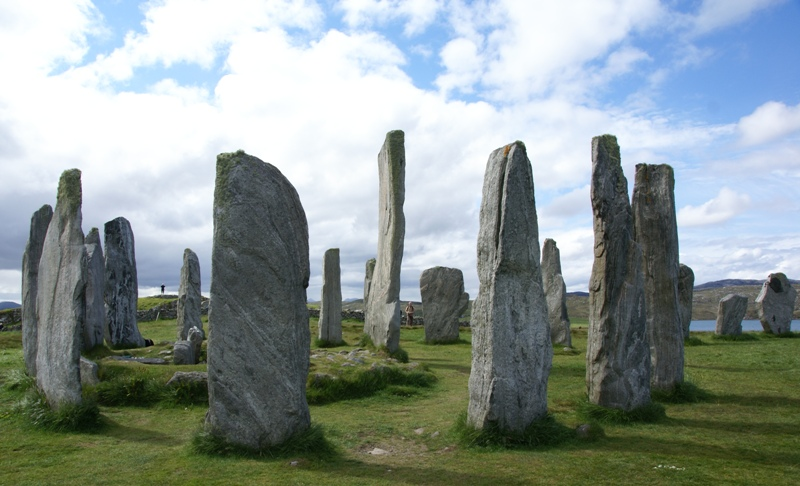
Cromlech du site mégalithique de Calanais.